# Krupen Ridge
Krupen Ridge (englisch; bulgarisch Крупенски хребет Krupenski chrebet) ist ein in ostwestlicher Ausrichtung 15,2 km langer, 4,6 km breiter und bis zu 1050 m hoher Gebirgskamm in den Aristotle Mountains an der Oskar-II.-Küste des Grahamlands auf der Antarktischen Halbinsel. Der Pequod-Gletscher liegt nördlich, der Rachel-Gletscher südlich von ihm.
Britische Wissenschaftler kartierten ihn 1976. Die bulgarische Kommission für Antarktische Geographische Namen benannte ihn 2013 nach der Ortschaft Krupen im Nordosten Bulgariens.